# پیناکوتکا
پیناکوتکا (لاتین: pinacotheca) (برگرفته از کلمه یونانی πινακοθήκη، متشکل از πίναξ به معنای لوح یا تخته (نقاشی‌شده) + θήκη به معنای محفظه و اتاقک) به نگارخانه تصاویر در یونان باستان و روم گفته می‌شد. این عنوان مشخصاً به ساختمان حاوی تصاویر واقع در بال چپ پروپیلیای آکروپولیس آتن یونان گفته می‌شد. رومی‌ها از این اصطلاح معنای اتاقی خصوصی در ساختمان که حاوی نقاشی، مجسمه و دیگر شکل‌های هنری است را اقتباس کردند. 
در دنیای مدرن این واژه به نگارخانه‌های هنری عمومی با تأکید بر نقاشی گفته می‌شود و اغلب در ایتالیا کاربرد دارد از جمله پیناکوتکا واتیکانا.